# Орито
Орито (исп. Orito) — город и муниципалитет на юго-западе Колумбии, на территории департамента Путумайо.

## История
Поселение, из которого позднее вырос город, было основано в 1963 году. Муниципалитет Орито был выделен в отдельную административную единицу 1 сентября 1979 года.

## Географическое положение

Муниципалитет Орито

Город расположен в западной части департамента, в пределах Амазонского природно-территориального комплекса, на правом берегу реки Лусоньяко (бассейн реки Путумайо), на расстоянии приблизительно 57 километров к юго-западу от города Мокоа, административного центра департамента. Абсолютная высота — 349 метров над уровнем моря.
Муниципалитет Орито граничит на севере с территорией муниципалитета Вильягарсон, на северо-востоке — с муниципалитетом Пуэрто-Кайседо, на юго-востоке — с муниципалитетом Пуэрто-Асис, на юге — с муниципалитетом Валье-дель-Гуамуэс, на западе — с территорией департамента Нариньо. Площадь муниципалитета составляет 1862,36 км².

## Население
По данным Национального административного департамента статистики Колумбии, совокупная численность населения города и муниципалитета в 2024 году составляла 40 980 человек.
Динамика численности населения муниципалитета по годам:
| 2005   | 2010   | 2015   | 2020   | 2021   | 2022   | 2023   | 2024   |
| ------ | ------ | ------ | ------ | ------ | ------ | ------ | ------ |
| 43 654 | 47 587 | 52 580 | 38 926 | 39 264 | 39 823 | 40 478 | 40 980 |

Согласно данным переписи 2005 года мужчины составляли 52,2 % от населения Орито, женщины — соответственно 47,8 %. В расовом отношении белые и метисы составляли 59,7 % от населения города; индейцы — 32,4 %; негры и мулаты — 7,9 %.

## Экономика
Большинство трудоспособного населения занято в нефтедобыче, сельском хозяйстве и лесном хозяйстве.
51,7 % от общего числа городских и муниципальных предприятий составляют предприятия торговой сферы, 33 % — предприятия сферы обслуживания, 4,6 % — промышленные предприятия, 10,7 % — предприятия иных отраслей экономики.

## Транспорт
К востоку от города проходит национальное шоссе № 45 (исп. Ruta Nacional 45).